# Влашић (планина)
Влашић је планина у средњој Босни. Уздиже се стрмо у подручју Травника изнад долине реке Лашве, која му је истовремено и јужна граница. Према северу простире се до Вучје планине и извора реке Врбање. Источна граница му је поток Била (Бијела), притока Лашве, док се према западу спушта у висораван Витовља. Углавном је граде кречњаци и доломити мезозоика, нарочито доње и горње креде. У јужном подножју планине налазе се бројна точила, голи гребени, простране висоравни, стрми одсеци и крашка врела.
Влашићка висораван је у висини од 1.000 до 1.500 m, док највиши врхови прелазе 1.943 m. Његов највиши врх је Паљеник, са 1.934 метра, а затим Влашка Громила 1.919 m. Северна страна Влашића блаже је нагнута и ту су се створили бројни токови, који чине изворишне делове притока Врбаса: Угра и Врбање. На самој висоравни Влашића има више врела која лети не пресуше (Девећани, Орман, Краљичина вода и Харамбашино врело). Велики делови Влашића су под шумом, пашњацима и ливадама. Становништво се готово искључиво бави сточарством. Од сталних насеља многа се пењу веома високо као: Корићани 1.281 m и Добретићи 1.114 m.
Влашићка висораван је позната је по чувеној традицији справљања влашићког сира, као и новијем туризму на Бабановцу, где се после рата, етаблирао нови босански центар зимског туризма, којег радо посећују и страни гости.
Влашић је погодан и за узгој пчела у овом делу Европе, а на значају све више добија и сеоски туризам.

## Паљеник
На највишем врху Влашића, Паљенику, налази се телевизијски торањ, подигнут још у времену пре рата у Босни и Херцеговини. Торањ олакшава уочавање Влашића, а видљив је од Биокова на југу до Славоније на северу.
Због карактеристичног положаја, погодног за све облике комуникационих веза, Паљеник је био значајна стратешка тачка у току рата у Босни и Херцеговини.